# ماكس بنس
ماكس بينس (بالألمانية: Max Bense)‏ (7 فبراير 1910 في ستراسبورغ - 29 أبريل 1990 في شتوتغارت)، هو فيلسوف وكاتب وناشر ألماني، اشتهر بعمله في فلسفة العلوم والمنطق وعلم الجمال والسيميائية. تجمع أفكاره بين العلوم الطبيعية والفن والفلسفة في إطار منظور جماعي وتتبع تعريفًا للواقع، والذي - تحت مصطلح العقلانية الوجودية - قادر على إزالة الفصل بين العلوم الإنسانية والعلوم الطبيعية.

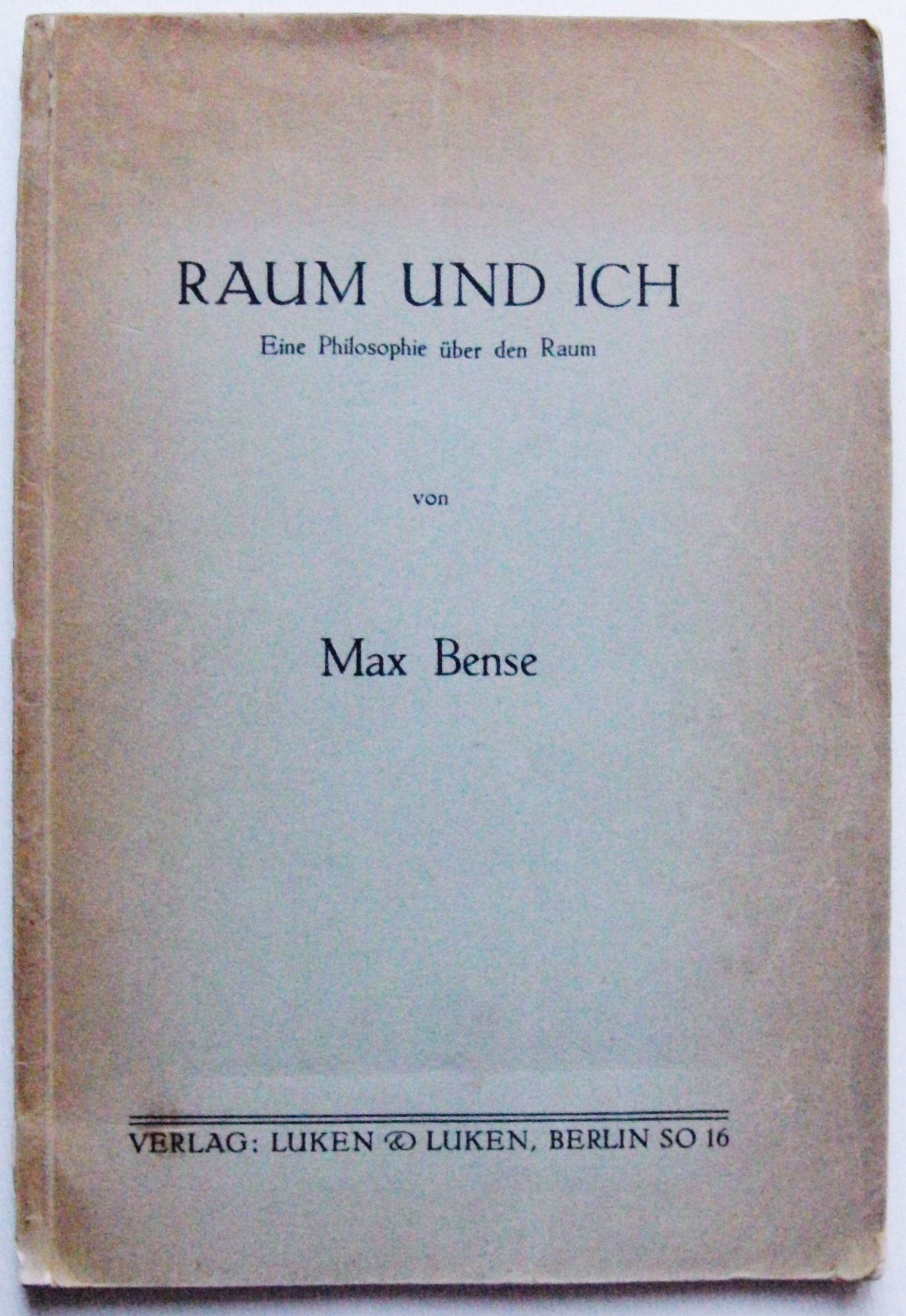
"Raum und Ich" ("الفضاء والأنا") ، أول منشور لبينسي (برلين 1934)

## روابط خارجية
- ماكس بنس في فهرس مكتبة ألمانيا الوطنية
- max-bense.de
- شتوتجارتر شول
- إليزابيث والثر: "Max Bense und die Kybernetik" ، netzliteratur.net
- Elisabeth Walther-Bense: ببليوغرافيا تاريخية لمنشورات وبث Bense ، stuttgarter-schule.de
- هربرت و. فرانك: "Das sogenannte Schöne. Max Bense، informationästhetik und naturwissenschaftliche Erklärung der Kunst "، Telepolis ، 9 أبريل 1998
- تيلمان بومغارتيل : "Die präzisen Vergnügen." "Kreativität mit Großrechenanlagen: Zur Wiederentdeckung der 'Stuttgarter Schule' um Max Bense." Telepolis ، 20 مارس 2005
- هيرمان روترموند: "Keine Anrufung des großen Bären. Max Bense als Wegbereiter für Konkrete Poesie und Netzliteratur "، راديو بريمن، 2001
- مارليس جيرهاردت: «العصر الحديث، wer seiner Zeit gewachsen ist. Max Bense: ein Porträt»، SWR2 ، 19 يونيو 2007، ملف rtf قابل للتنزيل ، 17 صفحة، 64 كيلوبايت
- دانيال فيتزنر : „fogpatch“ مشروع بحث إبداعي (2007-2010) حول النص "Existenzmitteilung aus San Franzisko"